# Velocípede

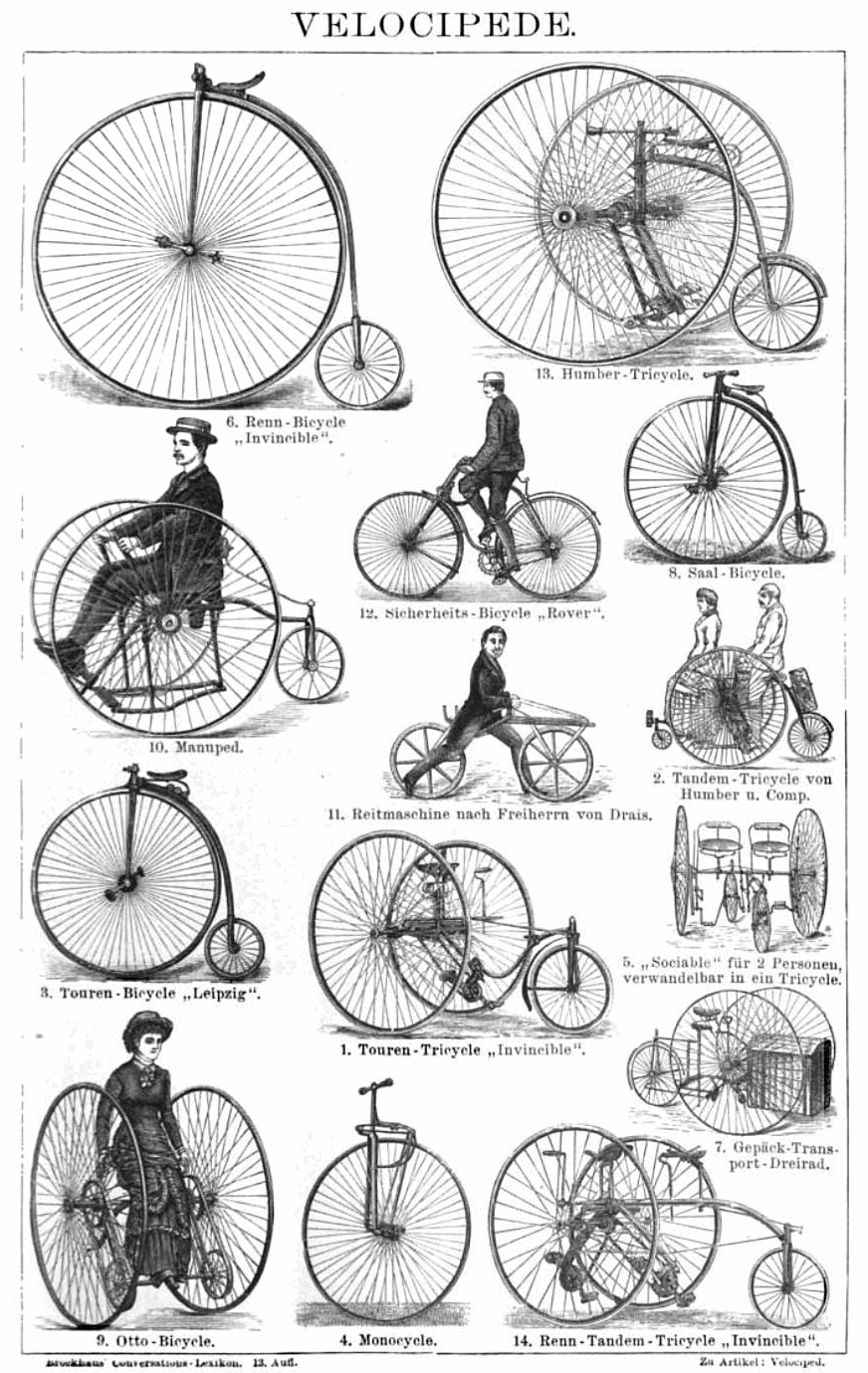
Diferents tipus de velocípedes.

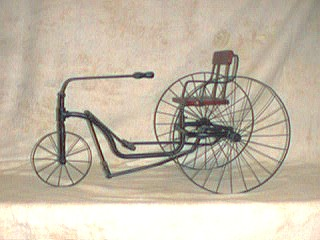
Velocípede de tres rodes.

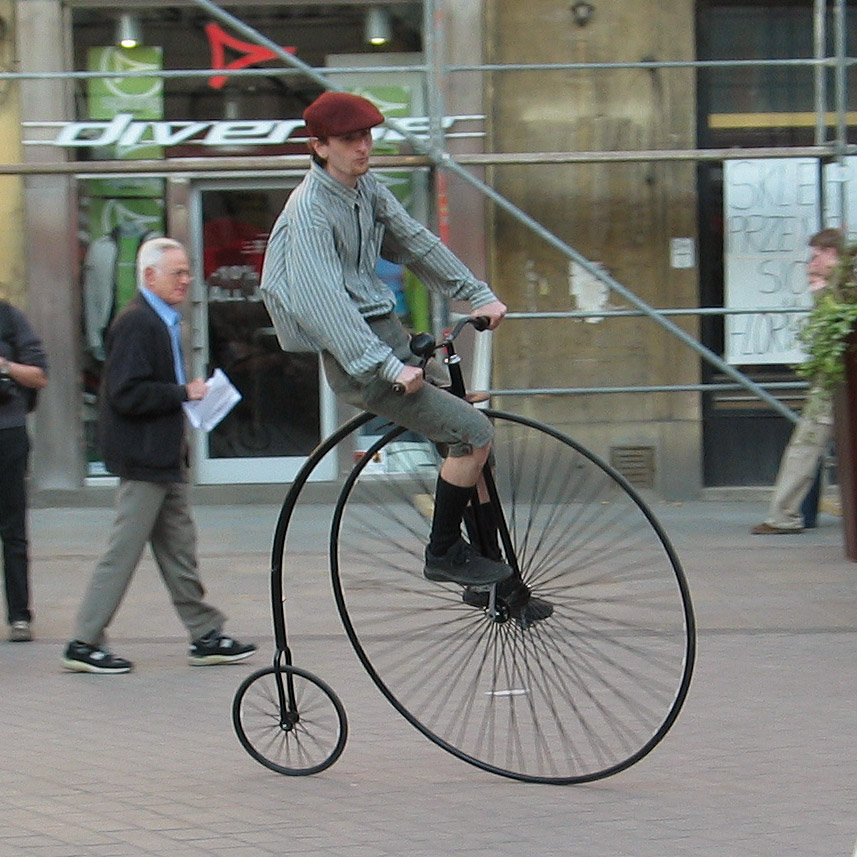
Ciclista muntat en un velocípede.

Velocípede (en llatí significa «peus ràpids») és un terme global per a qualsevol vehicle terrestre de propulsió humana amb una o més rodes. El tipus més comú de velocípede avui és la bicicleta.
El terme va ser encunyat pel francès Nicéphore Niépce en el 1818 per descriure la seva versió del Laufmaschine o Draisina, que va ser inventat per l'alemany Karl Drais el 1817. El velocípede està format per una mena de cavallet, amb dues o amb tres rodes, i que es mou mitjançant pedals muntats. És considerat el precursor de la bicicleta. No obstant això, el terme «velocípede» avui en dia, s'utilitza principalment com un terme col·lectiu per als precursors de les diferents monocicles, la bicicleta, el tricicle i el quadricicle clàssic desenvolupat entre 1817 i 1880.
Ideat per primera vegada per Karl Drais, que el 12 de juny de 1817 el va presentar a la societat. El 1863, l'inventor Pierre Lallement millora a França la invenció de Drais afegint pedals, al velocípede de dues rodes se li denomina de vegades en anglès boneshaker (agitador d'ossos). La companyia de Michaux va ser la primera a produir en massa el velocípede, des de 1867 a 1870. Però hi ha informes que esmenten el científic anglès Robert Hooke com a inventor del velocípede al segle xvii. El vehicle descrit era propulsat sense cavalls (horseless carriage).
La International Veteran Cycling Association (IVCA) promou l'interès en la història del ciclisme. La seva principal activitat és l'organització de rallies anuals amb un país diferent d'allotjament per als membres de cada any.

## Patents
- Velocípede a l'USPTO (anglès) - Velocípede (reeditat com a RE7972)
- Patent de Djbouti 31.445 Velocicle